# Florissant Fossil Beds National Monument
Das Florissant Fossil Beds National Monument befindet sich im US-Bundesstaat Colorado. Es liegt im Teller County 56 km westlich von Colorado Springs unweit des Pikes Peak. Am 20. August 1969 wurde dieses Gebiet zum National Monument erklärt. Es umfasst eine Größe von 24 km² und liegt auf einer Höhe von 2560 m. 
In einem Hochtal westlich des Pikes Peak befinden sich die Zeugnisse vergangenen Lebens auf der Erde in Form versteinerter Bäume und gut erhaltener Fossilien von Insekten und Pflanzen. Hier befindet sich eine der größten und vielfältigsten Ansammlungen von Fossilien auf der Welt, die vom winzigsten Insekt bis zu massiven versteinerten Mammutbäumen reichen. Rund 1700 verschiedene Tier- und Pflanzenarten wurden bisher bestimmt.

## Erdgeschichte
Florissant ist der einzige bekannte Fundort der Flora der zentralen Rocky-Mountains-Region aus dem Umbruch zwischen Eozän und Oligozän vor etwa 34 Millionen Jahren. Die Funde von Florissant stehen damit zwischen denen der rund 48 Millionen Jahre alten Green-River-Formation und den wesentlich jüngeren Funden bei Creede, Colorado aus dem Pliozän vor etwa 5 Millionen Jahren. Damit geben sie Einblicke in die klimatischen und anderen Umweltbedingungen und erlauben die Entwicklungen der Rocky-Mountains-Region zu erfassen. Zudem sind die Funde sowohl von Flora als auch von Fauna außergewöhnlich artenreich und individuenstark und stellen den weltweit besten Fundort aus seiner Zeit dar.
Am Ende des Eozäns beherrschte der Lake Florissant, ein 24 km langer See, das bewaldete Tal. Üppig wachsender Farn und Büsche gediehen unter hochaufragenden Mammut-Bäumen (Redwoods), Lebensbaum, Kiefern und Laubbäumen wie Ahorn, Eichen und Hickories. In diesem warmen, feuchten Klima lebten tausende von Insekten der verschiedensten Arten. Fische tummelten sich im See und Weichtiere, Vögel und Säugetiere bevölkerten seine Ufer.
Vor ca. 35 Millionen Jahren wurde durch einen Vulkanausbruch das ganze Tal unter vielen Millionen Tonnen von Vulkanasche, Staub und Bimsgestein begraben. Über einen Zeitraum von ca. 700.000 Jahren kam es zu immer neuen Eruptionen. Auf dem Grunde des urzeitlichen Sees wurden die Überreste von Pflanzen und Tieren verschüttet und als Fossilien konserviert.

## Flora und Fauna
Heute ist das Gebiet des Florissant Fossil Beds National Monument eine Landschaft aus Wiesen und Wäldern. Kiefern, Tannen, Fichten und Espen sind die am häufigsten vorkommenden Bäume. Große Säugetiere wie Wapitis, Maultierhirsche, Bären, Berglöwen, Füchse und Kojoten leben hier. Eichhörnchen und Mäuse werden von Raubvögeln gejagt.

## Besuch
Das Florissant Fossil Beds National Monument hat ein Besucherzentrum, in dem viele Informationen über Flora, Fauna und Fossilien angeboten werden. 